# Caverna Denisova
A caverna Denisova' ou caverna de Denisova (em russo:  Денисова пещера) é uma caverna situada na região de Bashelaksky dos Montes Altai, na Sibéria, Rússia, próximo à vila de Tchyorny Anui, a cerca de 360 quilômetros de Barnaul. Localizada sobre a margem esquerda do rio Anui, cobre uma área de 270 metros quadrados, e contém uma câmara central com diversas galerias laterais.
No século XVIII a caverna foi habitada por um ermitão, São Dinis (Dionisii) e recebeu o nome em sua homenagem; os nativos, no entanto, a chamavam de Ayu-Tash ("Pedra do Urso"). Por volta de 1980 cientistas russos descobriram restos arqueológicos no seu interior e começaram a explorá-la; foram identificados vinte e dois estratos que contêm artefatos arqueológicos que vão da época de São Dinis até há cerca de 125 000 a 180 000 anos . A determinação da antiguidade destes estratos foi feita através da datação termoluminescente dos sedimentos ou, em alguns casos, pela datação radiocarbônica do carvão.
Entre estes artefatos estão ferramentas dos estilos musteriano e levallois, atribuídos a neandertais. Ao lado delas os pesquisadores encontraram objetos decorativos feitos de osso, presas de mamutes e dentes de diversos animais, cascas de ovos de avestruzes, fragmentos de um bracelete de pedra e pingentes.

## Descoberta do "hominídeo de Denisova"
A caverna tem sido investigada por cientistas do Instituto de Arqueologia e Etnologia de Novossibirsk; entre os itens que foram descobertos, deixados ali há entre 30000 e 48000 anos, diversos ossos puderam ser identificados. Um destes ossos, a falange de uma criança, foi analisado pelo geneticista sueco Svante Pääbo e sua equipe do Instituto Max Planck de Antropologia Evolutiva, de Leipzig; seu DNA revelou uma estrutura que pertenceria a uma possível nova espécie humana, ainda não-reconhecida pela comunidade científica, batizada de "hominídeo de Denisova".

## Fósseis
Os fósseis de seis indivíduos distintos da Caverna Denisova foram identificados através de seu DNA. Quatro dos indivíduos, Denisova 2, Denisova 3, Denisova 4 e Denisova 8 são classificados como denisovanos. Denisova 2 e Denisova 3 são meninas, enquanto Denisova 4 e Denisova 8 são homens adultos. A análise do mtDNA dos indivíduos denisovanos sugere que Denisova 2 é o mais antigo, seguido por Denisova 8, enquanto Denisova 3 e Denisova 4 são aproximadamente contemporâneos.